# S’Muaterl
s’Muaterl ist ein Lied der österreichischen Pop-Rock-Band Erste Allgemeine Verunsicherung (EAV) in österreichischer Umgangssprache aus dem Jahr 1990.

## Entstehung und Veröffentlichung
Geschrieben wurde das Lied gemeinsam von den EAV-Mitgliedern Andy Beit, Klaus Eberhartinger, Nino Holm, Günther Schönberger, Thomas Spitzer. Die Mitglieder Eberhartinger und Spitzer zeichneten zudem auch, zusammen mit David Bronner, für die Produktion verantwortlich.
Die Erstveröffentlichung von s’Muaterl erfolgte am 21. Mai 1990 bei EMI Austria, als Teil des siebten EAV-Studioalbums Neppomuk’s Rache (Katalognummer: 566 7 94349 2). Im Folgejahr erschien das Lied als Singleauskopplung aus dem Album. Diese erschien als 7″-Single mit der B-Seite Würschtlstand (Katalognummer: 13 3479 7). Auf dem hellblau gestalteten Frontcover der Single ist – neben Künstlernamen und Liedtitel – der komplette Liedtext in roter Schrift enthalten.
Eine Version mit einer geänderten dritten Strophe wurde 2005 auf dem Album 100 Jahre EAV…Ihr habt es so gewollt! veröffentlicht.

## Inhalt
Der Text erzählt von einem „alten Mütterlein mit silbergrauen Haaren“ (‚s’Muaterl‘ = das Mütterlein), das, obwohl gläubige Katholikin, mehrere Schicksalsschläge erleiden musste. Sie verlor ihren Mann Franzl im KZ Auschwitz, „weil er ein Roter war und nicht besonders arisch“. Ebenso starben ihre Söhne im Zweiten Weltkrieg, später auch ihr „Kanari“. Deshalb fragt sich das alte Mütterlein stets: „Herrgott, es gescheh’ dein Wille! Nur manchmal glaub’ ich, du brauchst eine Brille und auch ein Hörgerät, weil du siehst und hörst mi net, wenn’s mir da herunten dreckig geht. Aber vielleicht muass des so sein, vielleicht muass des so sein…“. Der Nachbar, der noch nie in der Kirche war und einen wesentlich ungesünderen Lebenswandel als s’Muaterl pflegt, hat im Gegensatz zu ihr keine gesundheitlichen Probleme.
Als das Mütterlein im Lotto gewinnt, bewegt der Pfarrer sie dazu, die Erneuerung des Kirchendachs zu bezahlen. 
Auch der Papst wird kritisiert: „Sieht sie den Papst dann am Flugplatzboden kleben,“ wenn er ein Land besucht, in dem es Krieg und Folter gibt, und „einem Diktator beide Hände geben“, sagt das Mütterlein: „Es ist ein Skandal – unser’m Herrgott sein Bodenpersonal!“ Auf dem Album 100 Jahre EAV…Ihr habt es so gewollt! von 2005 wurde eine neue Version des Liedes veröffentlicht, in der diese Strophe ersetzt wurde. In dieser Variante werden Zölibat, Abtreibungsverbot und Kinderpornografie thematisiert, „denn was wär denn so ein Priesterseminar ohne Kinderpornos unter dem Talar!“

## Rezeption
Die Zeitschrift Musikexpress bezeichnete das Lied als „bitterböse Religionskritik“. Das Radioprogramm des Bayerischen Rundfunks und andere Rundfunkanstalten boykottierten das Lied aufgrund seiner drastischen Kritik an Papst Johannes Paul II. und den Positionen der katholischen Kirche. Auf den Boykott angesprochen, sagte Sänger Klaus Eberhartinger 2015 in einem Interview: „Beispielsweise gegen die Kirche etwas zu sagen, ist vielleicht im katholischen Bayern ein Sakrileg. Aber wenn die Kirche Fehler macht, dann muss sie auch Kritik aushalten.“
Im Kurier, der s’Muaterl an anderer Stelle als „kirchenkritische Ballade“ bezeichnete, berichtete Eberhartinger 2018, dass sie das Lied bei einer Live-Show mit Günther Jauch spielen wollten, bei den Proben „hieß es dann aber, nein, das erlaubt der Stiftungsrat nicht, und ‚s’Muaterl‘ ist rausgeflogen.“ Auch in einem anderen Interview sagte er, dass sie das Lied nicht im Fernsehen darbieten konnten, und kommentierte Kritik an Liedern wie s’Muaterl folgendermaßen: „Die heftigste Reaktion kriegst du indirekt, wenn du Kritik an der Kirche übst. Da wird es heavy, daher ist die katholische Kirche auch unser Lieblingsfeind bis heute.“
2023 wurde die EAV bzw. Sänger Eberhartinger von der Antidiskriminierungsstelle Steiermark dafür ausgezeichnet, „gegen Diskriminierung und Rassismus seine Stimme zu erheben, ob in Interviews oder mit Songs der EAV wie Afrika, s’Muaterl, Kerkermeister.“